# Herbligen
Herbligen – gmina (niem. Einwohnergemeinde) w Szwajcarii, w kantonie Berno, w regionie administracyjnym Bern-Mittelland, w okręgu Bern-Mittelland.
Gmina po raz pierwszy została wspomniana w dokumentach w 1302 roku.

## Demografia
W Herbligen mieszkają 593 osoby. W 2020 roku 4% populacji gminy stanowiły osoby urodzone poza Szwajcarią.
W 2000 roku 98,4% populacji mówiło w języku niemieckim, a 0,6% w języku francuskim i tyle samo w języku portugalskim.

Zmiany w liczbie ludności są przedstawione na poniższym wykresie:

## Transport
Przez teren gminy przebiega droga główna nr 229.